# 田嶋紗羅
田嶋 紗羅（たじま さら、1983年8月24日 - ）は、日本のアイドル。神奈川県出身。
かつては佐藤寛子と、今は無き事務所に所属していたが、その後オフィスカレント、セブンスラック ユニバーサルへと移籍している。

## 出演

### TV
- テレビ東京「秋葉な連中」
- グラビアの美少女（MONDO21）

### ブロードバンド放送
- 無料動画ポータルサイトcasTY 「ひかり荘」

### オリジナルビデオ
- マイティレディセイヴァーズ（2004年、ビッグピーチエンタテインメント） - ヒガ参謀

## デジタル写真集
- ぶんか社